# MRPL4
MRPL4‏ (Mitochondrial ribosomal protein L4) هوَ بروتين يُشَفر بواسطة جين MRPL4 في الإنسان.